# IC 2751
IC 2751 ist eine kompakte Galaxie vom Hubble-Typ E1 im Sternbild Großer Bär am Nordsternhimmel. Sie ist schätzungsweise 458 Millionen Lichtjahre von der Milchstraße entfernt und hat einen Durchmesser von etwa 80.000 Lichtjahren.
Im selben Himmelsareal befinden sich u. a. die Galaxien IC 2735, IC 2738, IC 2744.
Das Objekt wurde am 22. Mai 1903 von Stéphane Javelle entdeckt.